# Niels-Stensen-Schule
Die Niels-Stensen-Schule Schwerin ist eine katholische Schule in freier Trägerschaft in der mecklenburg-vorpommerschen Landeshauptstadt Schwerin, Stadtteil Feldstadt, Feldstraße 1. Unterrichtet werden ganztags Kinder von der 1. bis zur 12. Klasse. Sie besteht aus einer Grundschule mit Hort, einer Regionalschule und einem Gymnasium. Neben dem Abitur ist es möglich, nach der 10. Klasse die Mittlere Reife zu erwerben. Angebotene Fremdsprachen sind hierbei: Englisch und Französisch in der Regionalen Schule sowie Englisch, Französisch oder Latein und als freiwillige dritte Fremdsprache Spanisch im gymnasialen Teil.

Das Altgebäude ist ein Baudenkmal in Schwerin.

## Geschichte
Die 1735 eröffnete Schule ist nach der Domschule die zweitälteste Schule von Schwerin und die älteste katholische Schule in Mecklenburg-Vorpommern.
Sie befindet sich in Trägerschaft der Bernostiftung und wurde benannt nach dem katholischen Priester, Arzt, Anatom und Geologen Nicolaus Steno, der sein letztes Lebensjahr als Pfarrer in Schwerin verbrachte.
Nach der Gründung der katholischen Schule 1735 wurde 1739 das Proseminar (Lateinschule) ins Leben gerufen. Um 1740 gab es die erste Schulordnung. Für das Proseminar wurde 1750 ein Internat gebaut, allerdings wurde das Proseminar 1788 aufgelöst. Die sogenannte deutsche Schule blieb bestehen. 1839 wurde ein neues Schulhaus auf dem Pfarrhof der Propsteikirche St. Anna gebaut. Etwa ein Jahr später trennte man die Anstalt in Mädchen- und Knabenschule. 1871 wurde die Schule eine höhere Bürgerschule. Die katholischen Schulen in Mecklenburg und Holstein trafen sich ab 1879 zu gemeinsamen Lehrerkonferenzen. 1905 wurde das neue Schulhaus in der Klosterstraße eingeweiht. Der NS-Staat schloss die Schule 1939 willkürlich, auch nach dem Ende des Zweiten Weltkriegs 1945 verweigerten die neuen Machthaber die Wiedereröffnung der Schule. Erst 1994 konnte die katholische Schule als Niels-Stensen-Schule (Grundschule) wieder geöffnet werden. 1999 wurde ein neues Schulgebäude in der Feldstadt eingeweiht. 2006 wurden die Regionale Schule und das Gymnasium eröffnet.
Die Bernostiftung hat mit Unterstützung durch das Erzbistum Hamburg rund zehn Millionen Euro in die Sanierung und den Schulneubau investiert. Auf die Baugenehmigung von 2010 folgte im Oktober 2011 die Grundsteinlegung und im Februar 2012 das Richtfest. 2012 wurde der weiterführende Teil der Schule im sanierten Gründerzeitbau und im angrenzenden Neubau untergebracht. 2019 haben der sechste Abiturjahrgang und der achte Absolventenjahrgang mit Mittlerer Reife die Schule verlassen.

## Gebäude
Das dreigeschossige denkmalgeschützte verklinkerte Schulgebäude wurde um 1881 als städtische Knabenschule nach Plänen vom Baumeister Tischbein gebaut. Das U-förmige Haus im Stil der Gründerzeit wird an der Ecke zum Karl-Liebnecht-Platz geprägt durch einen viergeschossigen Giebel sowie durch einen schmalen seitlichen Giebel. Die beiden unteren Geschosse haben zu den Straßenfronten breite Fensterelemente zu den Klassenräumen. Darüber wird die Fassade leichter durch jeweils drei rundbogige Einzelfenster zwischen den Lisenen gegliedert. Ab Anfang der 1990er Jahre bis 2005 war hier eine Berufsschule.

Das dreigeschossige Schulgebäude an der Feldstraße stammt aus den 1960er Jahren. Seit 1994 wird es als private katholische Grundschule genutzt und es erhielt 1999 einen zweigeschossigen Anbau.
2006 kaufte die Bernostiftung das Grundstück am Karl-Liebknecht-Platz. Sie baute auf dem Schulhof ein bis zu sechsgeschossiges Zentralgebäude nach Plänen von Roland Schulz (Schwerin) mit u. a. den Fachräumen, der Aula und einer Mensa. Zugleich wurde der Altbau saniert und die Turnhalle umgebaut. In dem seit 2012 fertiggestellten Schulzentrum wurden danach 550 Schüler unterrichtet.